# Masacre de la Universidad Bengalí
La masacre de la Universidad Bengalí (en bengalí: বাঙলা কলেজ বধ্যভূমি) ocurrió en la Mirpur área de Daca, Bangladés en 1971. En ese año, durante la Guerra de Liberación de Bangladés, el ejército pakistaní mató a 3 millones de bangladesíes con la ayuda de algunos colaboradores locales. Se ha afirmado que fue el genocidio más grande desde el fin de la Segunda Guerra Mundial. Bangladés se volvió oficialmente independiente el 16 de diciembre de 1971, pero el barrio de Mirpur fue liberado del Ejército de Pakistán y de los biharíes locales el 31 de enero de 1972, 45 días después de que fuese firmada la declaración de independencia. Mirpur estaba siendo habitado en su mayor parte por los biharíes, que estaban en contra del movimiento de secesión, así que el genocidio tuvo lugar a gran escala. Mirpur fue el último campo de batalla de la guerra y la Universidad de Bangla uno de los campos de la muerte más grande en Bangladés. 

## Acontecimientos
En 1971, el ejército de Pakistán y los colaboradores locales establecieron un campamento de guerra en la Universidad de Bangla y mataron a miles de personas dentro de la universidad actualmente, entre la Puerta Grande y Shahid Minar, un charco marca el lugar donde el ejército asesinó a los civiles. El edificio de administración fue convertido en una celda de tortura. Los fusilados yacían cerca de la tierra baja del actual albergue mientras que el ejército decapitaba a los luchadores y a los civiles en el jardín del árbol de mango cerca de la residencia del director. Las cabezas caerían a un lado y los cuerpos en el otro. El genocidio continuó durante la guerra. En el periodo posterior de ella, el campus y su entorno estaban llenos de cadáveres decapitados y de esqueletos.